# Candidats à la cour suprême sous John F. Kennedy
Les candidats à la Cour Suprême sous John F. Kennedy sont au nombre de 2 : Byron White et Arthur Goldberg. Compte tenu de l'âge avancé du juge Felix Frankfurter lors de l'investiture de Kennedy, les spéculations abondaient sur les nominations potentielles de Kennedy à la Cour Suprême dès le début de sa présidence.